# 加拿大共和主义

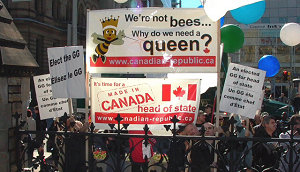
2005年，在米歇尔·让宣誓就任加拿大总督的仪式举行期间，“争取加拿大共和国公民”组织的成员在议会山庄抗议。

加拿大共和主义是一项旨在废除加拿大君主制，以议会共和制取而代之，并由民主选举产生的加拿大人担任国家元首的政治运动。共和主义者受到多种因素的驱动，例如认为只允许王室成员担任国家元首是一种不平等，或主张加拿大的独立只有在加拿大人能够自主、民主地选择国家元首时才算真正完成。
与加拿大君主主义一样，强烈的共和主义在当代加拿大社会中并不普遍。这一运动的根源早于加拿大联邦的建立，虽然它在加拿大政治中不时出现，但自1837年叛乱以来，一直未成为一股有影响力的力量。一些加拿大共和主义者认为，他们的努力正是这些历史事件的延续。